# Медіна Ейса
Медіна Ейса (англ. Medina Eisa, нар. 3 січня 2005) — ефіопська легкоатлетка, яка спеціалізується в бігу на середні та довгі дистанції.

## Спортивні досягнення
Чемпіонка світу серед юніорів у бігу на 5000 метрів (2022).
Срібна призерка чемпіонату світу з кросу серед юніорів в особистому заліку (2023).
Чемпіонка світу з кросу серед юніорів у командному заліку (2023).
Рекордсменка світу серед юніорів з бігу на 5000 метрів — 14.16,54 (2023).